# Ulpius Marcianus
Ulpius Marcianus (sein Praenomen ist nicht bekannt) war ein im 2. Jahrhundert n. Chr. lebender Angehöriger des römischen Ritterstandes (Eques).
Durch ein Militärdiplom, das auf den 23. März 178 datiert ist, ist belegt, dass Marcianus 178 Kommandeur der Cohors VII Thracum war, die zu diesem Zeitpunkt in der Provinz Britannia stationiert war. Die Leitung dieser Einheit dürfte sein erstes militärisches Kommando im Rahmen der Tres militiae gewesen sein.